# Mistrzostwa Świata w Kolarstwie Przełajowym 1953
4. Mistrzostwa Świata w Kolarstwie Przełajowym 1953 odbyły się w hiszpańskiej miejscowości Oñati, 8 marca 1953 roku. Rozegrano tylko wyścig mężczyzn w kategorii zawodowców.

## Medaliści
| Konkurencja:             | Złoto:         | Czas      | Srebro:        | Czas     | Brąz:           | Czas     |
| Klasyfikacja mężczyzn    |                |           |                |          |                 |          |
| Zawodowcy (8 marca 1953) | Roger Rondeaux | 1:00:22 h | Gilbert Bauvin | + 0:54 m | André Dufraisse | + 2:00 m |

## Szczegóły
| Medal | Zawodnik          | Narodowość | Czas      |
| ----- | ----------------- | ---------- | --------- |
|       | Roger Rondeaux    | Francja    | 1:00:22 h |
|       | Gilbert Bauvin    | Francja    | + 0:54    |
|       | André Dufraisse   | Francja    | + 2:00    |
| 4     | Hans Bieri        | Szwajcaria | + 2:45    |
| 5     | Joaquin Filba     | Hiszpania  | + 2:55    |
| 6     | Pierre Jodet      | Francja    | + 3:02    |
| 7     | Juan Aguirrezabal | Hiszpania  | + 3:08    |
| 8     | Alex Close        | Belgia     | + 3:35    |
| 9     | Johny Goedert     | Luksemburg | + 4:05    |
| 10    | Roger De Clercq   | Belgia     | + 4:45    |

## Tabela medalowa
| Miejsce | Państwo |   |   |   |   |
| ------- | ------- | - | - | - | - |
| 1.      | Francja | 1 | 1 | 1 | 3 |